# Хёри (Цюрих)
Хёри (нем. Höri ZH) — коммуна в Швейцарии, в кантоне Цюрих.
Входит в состав округа Бюлах. Население составляет 2446 человек (на 31 декабря 2007 года). Официальный код — 0060.